# Amaurochrous cinctipes
Amaurochrous cinctipes är en insektsart som först beskrevs av Thomas Say 1828.  Amaurochrous cinctipes ingår i släktet Amaurochrous och familjen bärfisar. Inga underarter finns listade i Catalogue of Life.